# Regeneración (Portugal)
La regeneración es el nombre dado a la época de la monarquía constitucional portuguesa que siguió al levantamiento militar del 1 de mayo de 1851 que llevó a la caída de Costa Cabral y de los gobiernos inspirados por el septembrismo.
A pesar del gobierno que resultó del golpe de Estado presidido por el mariscal Saldanha, el protagonista principal de la regeneración fue Fontes Pereira de Melo. Aunque no pueda ser claramente delimitado, el período de la regeneración duró unos 17 años. Terminó con la revuelta de Janeirinha en 1868, lo que llevó el Partido Reformista al poder.
La regeneración se caracterizó por el esfuerzo de desarrollo económico y de modernización de Portugal asociado con la implementación de fuertes medidas fiscales.

## Antecedentes históricos
La idea de la regeneración era parte de la matriz inicial del pensamiento vintista (o septembrista) portugués y siempre estuvo presente en el pensamiento y en el discurso liberal de Portugal desde los últimos años de la década de 1810. Por ejemplo, Gomes Freire de Andrade era un «venerable» en una logia masónica llamada Regeneração (Regeneración) y el organismo secreto que dirigió la conspiración de 1817 fue designado Consejo Supremo Regenerador de Portugal, Brasil y Algarve. Tampoco fue casualidad que uno de los patriarcas del vintismo, Manuel Borges Carneiro, eligiera el título Portugal regenerado para su principal manifiesto político. Después de la implantación del régimen liberal, el objetivo casi mítico de obtener finalmente una recuperación del prestigio y de la fuerza perdida por Portugal siguió dominando el pensamiento y el discurso. En este contexto, Manuel Fernandes Tomás hizo famoso, en una intervención parlamentaria, el entonces pospuesto concepto de nuestra feliz Regeneración.
Alexandre Herculano, quien preparó ideológicamente la Regeneración, junto con un grupo de intelectuales en su mayoría formados en la Universidad de Coímbra y que formaron inicialmente la elite ideológica del liberalismo, fue otra fuente de inspiración para el movimiento político de la Regeneración. Sintiéndose cada vez más alejados de un gobierno que percibían como ineficaz y corrupto y considerando traicionada la pureza de sus ideales liberales, este grupo comenzó a aspirar a un cambio profundo que liberase Portugal de su abatimiento moral y del subdesarrollo. Cada vez más, comenzaban a aspirar a un movimiento de regeneración.
Así, dado el bajo prestigio de los órganos constitucionales, la podredumbre de la vida política portuguesa resultante de la victoria cartista en la guerra de la Patuleia y las normas impuestas por los vencedores en esta guerra el nuevo poder nacido del golpe de Estado de 1851 afirmó que la Regeneración era su lema, proclamando que finalmente vendría la tan elogiada y tan esquiva "nuestra feliz Regeneración".

## Objetivos de la Regeneración

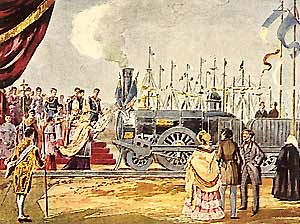
Apertura, en el 28 de octubre de 1856, de la primera línea de ferrocarril en Portugal, retratada en una acuarela de Alfredo Roque Gameiro.

El movimiento regenerador presentaba como punto central de su programa político la renovación del sistema político y la creación de infraestructuras básicas necesarias para el desarrollo del país.
El movimiento tuvo como objetivo central el establecimiento definitivo del liberalismo en Portugal. Para lograr este objetivo, el movimiento adoptó los principios de la Carta Constitucional de 1826, añadiendo las reformas necesarias a través de la revisión de 1852 (Acta adicional de 1852).
El programa político regenerador se basó en una serie de reformas administrativas, económicas y sociales, cuya aplicación tenían como objetivo fomentar el crecimiento económico y superar las limitaciones de naturaleza política e institucional que habían impedido al país acercarse a los niveles europeos de desarrollo. Los regeneradores atribuían la culpa de estos bloqueos a la mala gobernanza y la pérdida de tiempo con las múltiples luchas políticas e ideológicas que hasta entonces habían plagado la vida política en Portugal.
Para lograr estos objetivos:
- La primera acción fue la reforma institucional, haciendo aprobar el Acta adicional de 1852 a la Carta Constitucional de 1826, devaluando, hasta los límites de la democracia, la actividad parlamentaria y las disputas políticas y partidarias. Esto dio lugar a la creación de condiciones de equilibrio político, lo que culminó en la situación de rotativismo político durante las décadas siguientes (particularmente entre los partidos Histórico, Reformista, Regenerador y Progresista). Esto ocurrió, a pesar de que el rotativismo siempre había existido desde que el reino de Portugal aceptó la partitocracia en 1834, en el comienzo del reinado de la reina María II.
- El segundo vector de la acción regeneradora fue la promoción del crecimiento económico, centrado en la construcción de infraestructuras de transporte y comunicaciones, en un primer intento de romper el aislamiento de vastas regiones del país, así como el apoyo al desarrollo industrial y comercial. Fue con estas dos últimas metas que se instituyó el Ministerio de Obras Públicas, Comercio e Industria, que fue confiado a Fontes Pereira de Melo, uno de los políticos más dinámicos y capaces de la época.

La preponderancia del vector del desarrollo económico fue tan grande que el Ministerio de Obras Públicas, Comercio e Industria tomó rápidamente el papel principal en la acción de gobierno y su ministro pasó a tener un grado de reconocimiento público que superó en gran medida el reconocimiento del presidente del gobierno. Fue de este modo que surgió el fontismo, que más que una doctrina política era una forma de acción.
En el aspecto del desarrollo de las políticas regeneradoras se iniciaron algunas acciones. A pesar de no haber sido aplicadas en su totalidad, han contribuido en gran medida al desarrollo del país, entre las que se destacan la construcción o renovación de las redes de carreteras y de los principales puertos, la expansión acelerada de la red ferroviaria y la instalación del telégrafo.
Este fuerte esfuerzo de desarrollo y de la búsqueda incesante de progreso material es evidente en la siguiente frase de Fontes Pereira de Melo: "Por encima del caballo de la diligencia está el tranvía, por encima de esta está el ferrocarril y por encima de todo está el progreso". Esta frase resume el estado de ánimo que dominó la clase política portuguesa en el inicio de la regeneración.